# Louis Comfort Tiffany

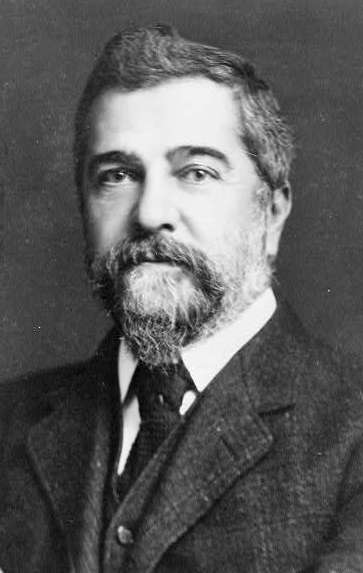
Louis Comfort Tiffany

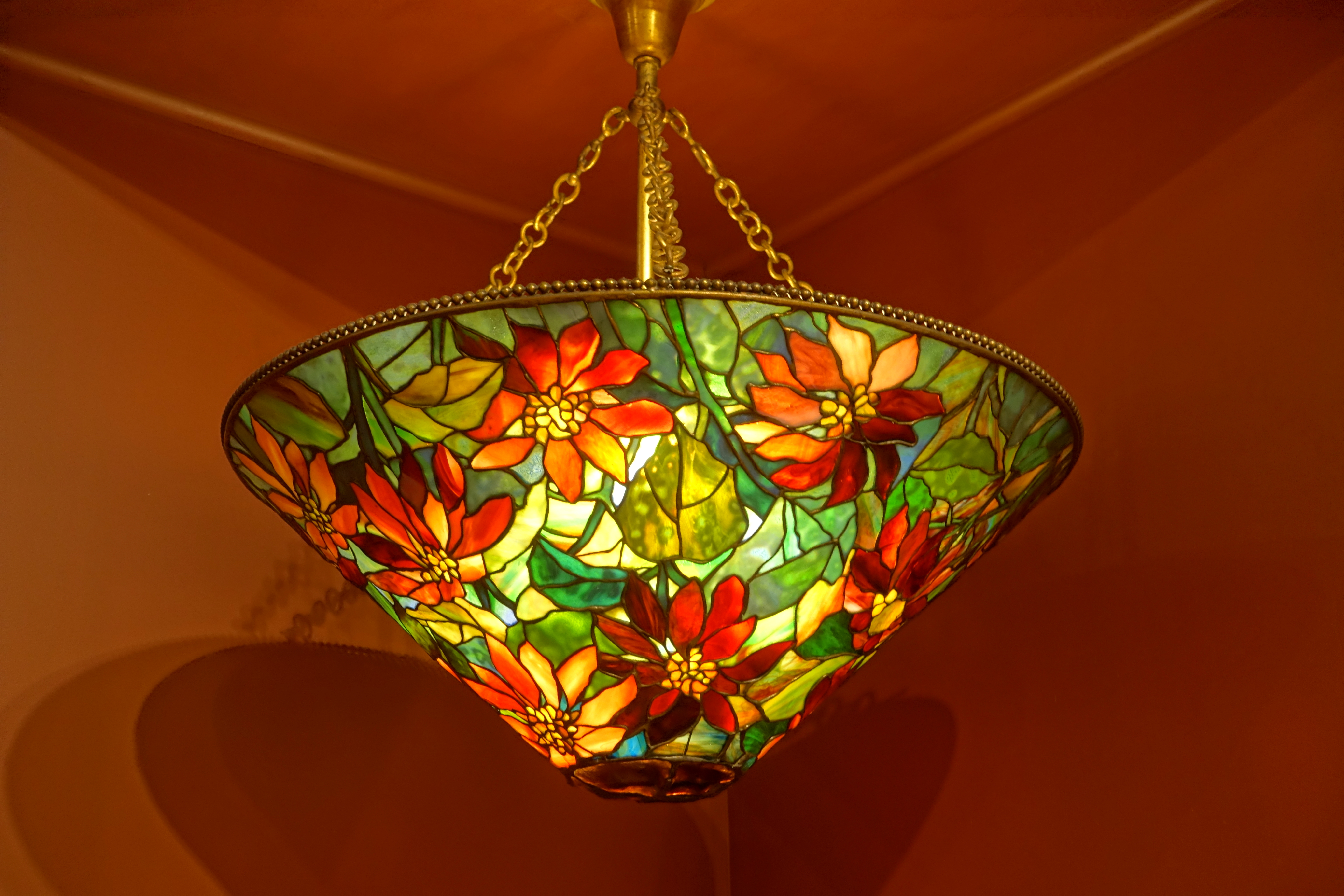
Lampa autorstwa Tiffaniego z 1914 r.

Louis Comfort Tiffany (ur. 18 lutego 1848 w Nowym Jorku, zm. 17 stycznia 1933 tamże) – amerykański artysta, tworzący głównie dzieła ze szkła i wyroby jubilerskie w stylu secesji. Także przedsiębiorca i wynalazca. 
Syn jubilera Charlesa Lewisa Tiffany’ego. Posiadając huty szkła w Corona k. Nowego Jorku prowadził w nich badania zmierzające do uzyskania nowych odmian szkła. W ten sposób ok. 1880 wynalazł m.in. szkło opalowe (mącone) oraz uzyskał technologię produkcji szkła z zatapianymi w nim elementami wykonanymi z metali szlachetnych. Był prekursorem wzornictwa secesyjnych lamp witrażowych, wazonów zwanych do dziś tiffany i witraży. Jako twórca witraży stosował technikę oszklenia mozaikowego, czyli łączył szprosami metalowymi płytki barwionego i bezbarwnego szkła, nie uznając jego malowania. Pod wpływem jego twórczości ten typ witraży stał się bardzo popularny w dobie secesji.  
Jedno z jego dzieł, pt. „Karpie”, z roku ok. 1900, znajduje się w Galerii Rogalińskiej, szklana solniczka z 1902 jest w zbiorach Muzeum Żup Krakowskich w Wieliczce, inne szkła z jego fabryki wchodzą w skład ekspozycji sztuki secesyjnej w Muzeum Mazowieckim w Płocku.